# Michiel Fransen
Michiel Fransen (29 oktober 2002) is een Belgisch volleyballer.

## Levensloop
Fransen werd op 11-jarige leeftijd actief in het volleybal bij VC Merksplas en diens opvolger Volley Noorderkempen. Vervolgens ging hij naar de Topsportschool Vilvoorde. In 2020 debuteerde hij in de Liga A bij Tectum Achel.
Daarnaast is hij actief bij het Belgisch volleybalteam. Met de Red Dragons nam hij onder meer deel aan het Europees kampioenschap van 2023.